# Kiyoshi Nishiyama (photographe)
Ne pas confondre avec Kiyoshi Nishiyama (handball)
Kiyoshi Nishiyama (西山 清, Nishiyama Kiyoshi, 1893-1983), est un photographe japonais spécialisé dans la prise de vue de paysages.

## Biographie
Né à Tokyo, au Japon, en 1893 sous le nom Kiyonosuke Nishiyama, Kiyoshi Nishiyama s'intéresse à la photographie à l'âge de 15 ans. Il a l'intention de devenir photographe professionnel et apprend la retouche dans un studio photographique situé à Ryōgoku, mais ne devient finalement pas professionnel. À la place, il ouvre en 1921 un magasin de fournitures photographiques, Heiwadō, dans le quartier de Nihonbashi à Tokyo, et à peu près à la même époque, fonde un club de photographie, le « Pleasant Club », Purezanto Kurabu), tandis qu'il propose ses photographies à des magazines photographiques.
En 1922, Nishiyama remporte le premier prix pour sa photographie de présentation, prise avec une « Vest Pocket Kodak », à un concours organisé par le Heiwa Kinen Tōkyō Hakurankai. Un an plus tard, il perd toutes ses épreuves et son matériel lors du séisme de 1923 de Kantō, mais persévère et organise la première exposition du Pleasant Club en 1924.
Nishiyama est impressionné par l'esthétique « la lumière et son harmonie » de Shinzō Fukuhara, qui l'invite à le rejoindre à la Société de photographie du Japon ; peu après, Nishiyama présente une exposition personnelle à la galerie Shiseido.
En 1925, Nishiyama commence la première de plusieurs séries de photographies publiées dans le magazine Photo Times, Foto Taimusu). Les thèmes abordés sont variés, mais le plus notable est la représentation par Nishiyama du paysage urbain de Tokyo après le tremblement de terre.
À partir de 1928, Shirai utilise un appareil Rolleiflex et l'emploie pour photographier Nikkō et bunraku (sujets de ses expositions individuelles ; il y ajoutera plus tard un Leica, mais en 1959 en change pour un Nikon F avec un objectif de 50mm.
La quasi-totalité des travaux d'avant-guerre de Nishiyama est détruite lors du bombardement de Tokyo de 1945.
Nishiyama continue à exposer et à publier après la guerre. En 1954, il remporte le prix de la Société de photographie du Japon et en 1977, il est honoré de l'ordre du soleil levant, 5e classe, pour les services rendus à la photographie. Il meurt le 5 mars 1983.
L’œuvre de Nishiyama est conservée dans les collections permanentes du musée métropolitain de photographie de Tokyo et de l'université Nihon (qui conserve le peu qui reste des travaux d'avant-guerre de Nishiyama).

## Expositions personnelles
- Shiseido Gallery (Ginza, Tokyo), 1920s[3],[5].
- Nikkō, Matsuzakaya (Ueno, Tokyo), 1929 (photographies de Nikkō)[5].
- Bunraku (文楽?), Nihon Salon (Ginza, Tokyo), 1935 (photographies de bunraku)[5].
- Nihon no fūbutsu : Kita kara minami, Matsuya (Ginza, Tokyo), 1958 (photographies de paysages japonais)[5].
- Okinawa no fūbutsu, Marunouchi Gekkō Gallery, Marunouchi (Tokyo), 1960 (photographies des îles Ryūkyū)[5].
- Nihon no tō, Marunouchi Gekkō Gallery, 1964 (hotographies de pagodes japonaises)[5].
- Koyomi, Marunouchi Gekkō Gallery, 1973 (photographies de calendriers)[5].

## Albums
- Arusu geijutsu shashin gashū dai-2-hen, Ars art photograph collection, Tokyo, Ars, 1926.
- Hikinobashi no jissai, Asahi Camera Sōsho 11, Tokyo, Asahi Shinbunsha, 1936.
- Kotō o tazunete (« visite de vieilles pagodes »), Tokyo, Jinbutsu-ōraisha, 1964.
- Nihon no kotō (« The pagodas of Japan »), Tokyo, Kenkōsha, 1972.
- Shunkō shūshoku (« Seasonal Aspects of Japan »), Sonorama Shashin Sensho 21, Tokyo, Asahi Sonorama, 1979.